# (35059) 1986 QM1
1986 QM1 (asteroide 35059) é um asteroide da cintura principal. Possui uma excentricidade de 0.22331240 e uma inclinação de 2.08098º.
Este asteroide foi descoberto no dia 27 de agosto de 1986 por Henri Debehogne em La Silla.